# Myrciaria rojasii
Myrciaria rojasii är en myrtenväxtart som beskrevs av Carlos Maria Diego Enrique Legrand. Myrciaria rojasii ingår i släktet Myrciaria och familjen myrtenväxter. Inga underarter finns listade i Catalogue of Life.